# Rosanne
"Rosanne" is een nummer van het Nederlandse duo Nick & Simon. Het nummer verscheen op hun album Vandaag uit 2007. Op 7 maart 2008 werd het nummer uitgebracht als de derde single van het album.

## Achtergrond
"Rosanne" is geschreven door Nick Schilder en geproduceerd door Gordon Groothedde en Edwin van Hoevelaak. Het nummer wordt gezongen vanuit het oogpunt van een man die verliefd is op een vrouw genaamd Rosanne, die bijna iedere dag een relatie heeft met een andere man. Toch hoopt de man dat zij uiteindelijk kiest om voor altijd bij hem te blijven. In 2008 won het duo de Sena-Media Tools Award voor het nummer, aangezien het dat jaar de meest gedraaide Nederpophit was in de horeca. Op de B-kant van de single stonden "The Boxer", een cover van Simon & Garfunkel, en "You", een Engelstalig nummer dat in de beginperiode van het duo werd geschreven.
"Rosanne" werd een grote hit: het bereikte de vierde plaats in de Nederlandse Top 40 en de derde plaats in de Single Top 100. In de laatste lijst was het op dat moment tevens de op twee na langst genoteerde single ooit met 55 weken. In 2008 werd het nummer door de luisteraars van RTV Noord-Holland uitgeroepen tot het beste Noord-Hollandse nummer ooit. De videoclip van het nummer werd opgenomen in Florence. In 2019 is het nummer gecoverd door Dennie Damaro, die hiermee in Vlaanderen een klein hitje scoorde.

## Hitnoteringen

### Nederlandse Top 40
| Hitnotering: 22-03-2008 t/m 05-07-2008 | Hitnotering: 22-03-2008 t/m 05-07-2008 | Hitnotering: 22-03-2008 t/m 05-07-2008 | Hitnotering: 22-03-2008 t/m 05-07-2008 | Hitnotering: 22-03-2008 t/m 05-07-2008 | Hitnotering: 22-03-2008 t/m 05-07-2008 | Hitnotering: 22-03-2008 t/m 05-07-2008 | Hitnotering: 22-03-2008 t/m 05-07-2008 | Hitnotering: 22-03-2008 t/m 05-07-2008 | Hitnotering: 22-03-2008 t/m 05-07-2008 | Hitnotering: 22-03-2008 t/m 05-07-2008 | Hitnotering: 22-03-2008 t/m 05-07-2008 | Hitnotering: 22-03-2008 t/m 05-07-2008 | Hitnotering: 22-03-2008 t/m 05-07-2008 | Hitnotering: 22-03-2008 t/m 05-07-2008 | Hitnotering: 22-03-2008 t/m 05-07-2008 | Hitnotering: 22-03-2008 t/m 05-07-2008 | Hitnotering: 22-03-2008 t/m 05-07-2008 |
| Week                                   | 1                                      | 2                                      | 3                                      | 4                                      | 5                                      | 6                                      | 7                                      | 8                                      | 9                                      | 10                                     | 11                                     | 12                                     | 13                                     | 14                                     | 15                                     | 16                                     |                                        |
| -------------------------------------- | -------------------------------------- | -------------------------------------- | -------------------------------------- | -------------------------------------- | -------------------------------------- | -------------------------------------- | -------------------------------------- | -------------------------------------- | -------------------------------------- | -------------------------------------- | -------------------------------------- | -------------------------------------- | -------------------------------------- | -------------------------------------- | -------------------------------------- | -------------------------------------- | -------------------------------------- |
| Positie                                | 22                                     | 17                                     | 6                                      | 4                                      | 6                                      | 7                                      | 9                                      | 11                                     | 14                                     | 17                                     | 19                                     | 19                                     | 20                                     | 30                                     | 33                                     | 40                                     | uit                                    |

### Single Top 100
| Hitnotering week 1 t/m 38: 15-03-2008 t/m 29-11-2008 Hitnotering week 39 t/m 45: 24-01-2009 t/m 07-03-2009 Hitnotering week 46 t/m 55: 15-08-2009 t/m 17-10-2009 | Hitnotering week 1 t/m 38: 15-03-2008 t/m 29-11-2008 Hitnotering week 39 t/m 45: 24-01-2009 t/m 07-03-2009 Hitnotering week 46 t/m 55: 15-08-2009 t/m 17-10-2009 | Hitnotering week 1 t/m 38: 15-03-2008 t/m 29-11-2008 Hitnotering week 39 t/m 45: 24-01-2009 t/m 07-03-2009 Hitnotering week 46 t/m 55: 15-08-2009 t/m 17-10-2009 | Hitnotering week 1 t/m 38: 15-03-2008 t/m 29-11-2008 Hitnotering week 39 t/m 45: 24-01-2009 t/m 07-03-2009 Hitnotering week 46 t/m 55: 15-08-2009 t/m 17-10-2009 | Hitnotering week 1 t/m 38: 15-03-2008 t/m 29-11-2008 Hitnotering week 39 t/m 45: 24-01-2009 t/m 07-03-2009 Hitnotering week 46 t/m 55: 15-08-2009 t/m 17-10-2009 | Hitnotering week 1 t/m 38: 15-03-2008 t/m 29-11-2008 Hitnotering week 39 t/m 45: 24-01-2009 t/m 07-03-2009 Hitnotering week 46 t/m 55: 15-08-2009 t/m 17-10-2009 | Hitnotering week 1 t/m 38: 15-03-2008 t/m 29-11-2008 Hitnotering week 39 t/m 45: 24-01-2009 t/m 07-03-2009 Hitnotering week 46 t/m 55: 15-08-2009 t/m 17-10-2009 | Hitnotering week 1 t/m 38: 15-03-2008 t/m 29-11-2008 Hitnotering week 39 t/m 45: 24-01-2009 t/m 07-03-2009 Hitnotering week 46 t/m 55: 15-08-2009 t/m 17-10-2009 | Hitnotering week 1 t/m 38: 15-03-2008 t/m 29-11-2008 Hitnotering week 39 t/m 45: 24-01-2009 t/m 07-03-2009 Hitnotering week 46 t/m 55: 15-08-2009 t/m 17-10-2009 | Hitnotering week 1 t/m 38: 15-03-2008 t/m 29-11-2008 Hitnotering week 39 t/m 45: 24-01-2009 t/m 07-03-2009 Hitnotering week 46 t/m 55: 15-08-2009 t/m 17-10-2009 | Hitnotering week 1 t/m 38: 15-03-2008 t/m 29-11-2008 Hitnotering week 39 t/m 45: 24-01-2009 t/m 07-03-2009 Hitnotering week 46 t/m 55: 15-08-2009 t/m 17-10-2009 | Hitnotering week 1 t/m 38: 15-03-2008 t/m 29-11-2008 Hitnotering week 39 t/m 45: 24-01-2009 t/m 07-03-2009 Hitnotering week 46 t/m 55: 15-08-2009 t/m 17-10-2009 | Hitnotering week 1 t/m 38: 15-03-2008 t/m 29-11-2008 Hitnotering week 39 t/m 45: 24-01-2009 t/m 07-03-2009 Hitnotering week 46 t/m 55: 15-08-2009 t/m 17-10-2009 | Hitnotering week 1 t/m 38: 15-03-2008 t/m 29-11-2008 Hitnotering week 39 t/m 45: 24-01-2009 t/m 07-03-2009 Hitnotering week 46 t/m 55: 15-08-2009 t/m 17-10-2009 | Hitnotering week 1 t/m 38: 15-03-2008 t/m 29-11-2008 Hitnotering week 39 t/m 45: 24-01-2009 t/m 07-03-2009 Hitnotering week 46 t/m 55: 15-08-2009 t/m 17-10-2009 | Hitnotering week 1 t/m 38: 15-03-2008 t/m 29-11-2008 Hitnotering week 39 t/m 45: 24-01-2009 t/m 07-03-2009 Hitnotering week 46 t/m 55: 15-08-2009 t/m 17-10-2009 | Hitnotering week 1 t/m 38: 15-03-2008 t/m 29-11-2008 Hitnotering week 39 t/m 45: 24-01-2009 t/m 07-03-2009 Hitnotering week 46 t/m 55: 15-08-2009 t/m 17-10-2009 | Hitnotering week 1 t/m 38: 15-03-2008 t/m 29-11-2008 Hitnotering week 39 t/m 45: 24-01-2009 t/m 07-03-2009 Hitnotering week 46 t/m 55: 15-08-2009 t/m 17-10-2009 | Hitnotering week 1 t/m 38: 15-03-2008 t/m 29-11-2008 Hitnotering week 39 t/m 45: 24-01-2009 t/m 07-03-2009 Hitnotering week 46 t/m 55: 15-08-2009 t/m 17-10-2009 | Hitnotering week 1 t/m 38: 15-03-2008 t/m 29-11-2008 Hitnotering week 39 t/m 45: 24-01-2009 t/m 07-03-2009 Hitnotering week 46 t/m 55: 15-08-2009 t/m 17-10-2009 | Hitnotering week 1 t/m 38: 15-03-2008 t/m 29-11-2008 Hitnotering week 39 t/m 45: 24-01-2009 t/m 07-03-2009 Hitnotering week 46 t/m 55: 15-08-2009 t/m 17-10-2009 |
| Week | 1 | 2 | 3 | 4 | 5 | 6 | 7 | 8 | 9 | 10 | 11 | 12 | 13 | 14 | 15 | 16 | 17 | 18 | 19 | 20 |
| --- | --- | --- | --- | --- | --- | --- | --- | --- | --- | --- | --- | --- | --- | --- | --- | --- | --- | --- | --- | --- |
| Positie | 3 | 9 | 7 | 7 | 6 | 6 | 5 | 8 | 9 | 12 | 10 | 6 | 3 | 11 | 13 | 16 | 14 | 12 | 14 | 15 |
| Week | 21 | 22 | 23 | 24 | 25 | 26 | 27 | 28 | 29 | 30 | 31 | 32 | 33 | 34 | 35 | 36 | 37 | 38 | | 39 |
| Positie | 17 | 20 | 23 | 26 | 34 | 40 | 31 | 43 | 51 | 52 | 71 | 60 | 49 | 65 | 74 | 64 | 69 | 87 | uit | 64 |
| Week | 40 | 41 | 42 | 43 | 44 | 45 | | 46 | 47 | 48 | 49 | 50 | 51 | 52 | 53 | 54 | 55 | | | |
| Positie | 71 | 60 | 85 | 71 | 60 | 94 | uit | 80 | 99 | 79 | 87 | 89 | 80 | 92 | 85 | 82 | 89 | uit | | |

### NPO Radio 2 Top 2000
| Nummer met noteringen in de NPO Radio 2 Top 2000 | '09 | '10 | '11 | '12 | '13 | '14  |
| ------------------------------------------------ | --- | --- | --- | --- | --- | ---- |
| Rosanne                                          | 384 | 417 | 336 | 925 | 954 | 1330 |

1. ↑  Een vetgedrukt getal geeft de hoogste notering aan.
2. ↑  2009 was het eerste jaar met een notering voor dit nummer.
3. ↑  Deze tabel is bijgewerkt tot en met de laatste editie (2024).